# Piccola Costituzione del 1992
La Piccola Costituzione del 1992 in Polonia fu una costituzione che regolò le relazioni tra i poteri legislativo ed esecutivo in Polonia, e i governi locali. Fu votata dal primo Sejm (Parlamento) eletto con libere elezioni (dal 1928). La costituzione annullò alcune delle parti più datate della Costituzione della Repubblica Popolare Polacca di impronta stalinista (1952), sostituendo particolarmente le frasi che definivano la Polonia come stato comunista e socialista con le definizioni di democrazia liberale ed economia di mercato. Quella del 1992 fu la seconda grande modifica della costituzione del 1952, dopo il Rinnovamento di Aprile del 1989. La costituzione riformata del 1952 fu infine sostituita nel 1997 dall'attuale Costituzione della Polonia.